# Nenad Stekić
Nenad Stekić (cyr. Ненад Стекић; ur. 7 marca 1951 w Belgradzie, zm. 18 lipca 2021 tamże) – serbski lekkoatleta, specjalizujący się w skoku w dal, trzykrotny uczestnik letnich igrzysk olimpijskich (Montreal 1976, Moskwa 1980, Los Angeles 1984). W czasie swojej kariery reprezentował Jugosławię.

## Sukcesy sportowe
- ośmiokrotny mistrz Jugosławii w skoku w dal – 1972, 1973, 1974, 1975, 1976, 1977, 1983, 1985[2]

| Rok  | Miasto       | Zawody                      | Konkurencja | Wynik         |
| ---- | ------------ | --------------------------- | ----------- | ------------- |
| 1970 | Paryż        | mistrzostwa Europy juniorów | skok w dal  | brązowy medal |
| 1974 | Rzym         | mistrzostwa Europy          | skok w dal  | srebrny medal |
| 1975 | Rzym         | letnia uniwersjada          | skok w dal  | srebrny medal |
| 1975 | Algier       | igrzyska śródziemnomorskie  | skok w dal  | złoty medal   |
| 1976 | Montreal     | igrzyska olimpijskie        | skok w dal  | 6. miejsce    |
| 1977 | Sofia        | letnia uniwersjada          | skok w dal  | złoty medal   |
| 1978 | Praga        | mistrzostwa Europy          | skok w dal  | srebrny medal |
| 1979 | Split        | igrzyska śródziemnomorskie  | skok w dal  | złoty medal   |
| 1980 | Sindelfingen | halowe mistrzostwa Europy   | skok w dal  | srebrny medal |
| 1982 | Ateny        | mistrzostwa Europy          | skok w dal  | 5. miejsce    |
| 1983 | Helsinki     | mistrzostwa świata          | skok w dal  | 5. miejsce    |

## Rekordy życiowe
- skok w dal – 8,45 – Montreal 25/07/1975 (rekord Serbii)[3]
- skok w dal (hala) – 8,00 – Belgrad 27/02/1981